# Nives Kramberger
Nives Kramberger (* 17. August 1965 in Maribor, Jugoslawien, heute Slowenien; † 6. Juli 2023) war eine deutsch-slowenische Schauspielerin, Chansonsängerin, Autorin und Logopädin.

## Leben
Nach dem Abitur und einem längeren Auslandsaufenthalt in Marokko folgte der Umzug nach West-Berlin. Von 1991 bis 1994 absolvierte Kramberger eine Schauspielausbildung an der Theaterakademie Ulm und an der Berliner Schauspielschule.
Im Zeitraum von 1994 bis 2005 hatte sie als Schauspielerin Fest- und Werkverträge an Theatern in Leipzig, Eisenach, Köln, Bonn, Cottbus, Berlin, Santiago de Chile und Dinkelsbühl. Ihre Gesangsausbildung erfolgte berufsbegleitend ab 1994 bei Armin Gröpler, Matthias Rettner, Lunit Riebel und Pascal von Wroblewsky, Chansonunterricht nahm sie bei Gisela May. Von 1997 bis 2017 trat sie in Solo-Chansonabenden auf.

## Chanson
1994 begann Kramberger, mit Soloabenden aufzutreten, zunächst im Duo mit Henry Lennard Körber mit jiddischen Liedern und Chansons der 1920er Jahre. Auftritte folgten u. a. in Tanjas Nachtcafe, im BKA-Theater, Schokoladen, Unart Theater, in der Tribüne und in der Bar jeder Vernunft. Ab 1997 trat Kramberger mit ihrem selbstproduzierten Chanson-Solostück Frau Schlampe – Berliner Geschichten aus Vorder- und Hinterhäusern am Fränkisch-Schwäbischen Landestheater in Dinkelsbühl und in der bayrischen und schwäbischen Region auf. Diesen Chansonabend spielte sie bis 2007 an Theatern und Kleinkunstbühnen in Köln, Ulm, Cottbus, Eisenach, Hamburg und Berlin.
Von 1997 bis 2016 arbeitete sie mit den Akkordeonisten Christian Gerber, Elena Lutz, Sabine Raatz, Peter M. Haas, Martin Dechet, Jens Grossmann und Ewald Kuhlenkötter zusammen. Ab 2000 spielte und sang sie den Chansonabend „Marlene D“. Nives Kramberger wurde dabei begleitet vom Pianisten Holger Laudert. 2003 brachte sie mit Unterstützung der Botschaft der Republik Slowenien zum EU-Beitritt des Landes Frau Schlampes abenteuerliche Slowenienreise / Frau Schlampe goes Slovenia heraus. In dem bilingualen Programm wird Slowenien aus den Augen einer Berliner Protagonistin erzählt und gesungen. Es folgte 2016 Sturmumtost und immer noch aufrecht, begleitet von Heike von Nolting und Uwe Streibel am Piano. Das Programm wurde bis Dezember 2017 gespielt.

## Lyrik und Autorin
Ab 2001 erfolgten Auftritte mit eigener und fremder Lyrik auf Berliner Lesebühnen mit dem Cottbuser Kameramann und Künstler Ralf Schuster. Ab 2003 gründete sie das Trio „Literarisches Sondereinsatzkommando – L-SEK“  mit dem Schauspieler und Bühnenbildner Burkart Ellinghaus.
2021 erschienen die Buchveröffentlichungen „Sehnsucht nach Premantura – Der Krebs ist ein Scherentier im Seitwärtsgang“ und „Auflösung“.
2023 erschien die Buchveröffentlichung „Im Chemokarussell“.

## Stimmtherapeutin
Von 2005 bis 2008 absolvierte Kramberger eine Ausbildung zur Stimm-, Sprech- und Sprachtherapeutin. Sie arbeitete in zwei logopädischen Praxen in Berlin als Spezialistin für sprechintensive Berufe und Sänger im Bereich Stimmstörungen der Sprech- und Gesangsstimme sowie im Präsenz- und Auftritts-Coaching. Weitere Schwerpunkte ihrer therapeutischen Arbeit waren neurologische Erkrankungen und Stottern.

## Privat
Kramberger war verheiratet. Seit 2018 war sie unheilbar an Eierstockkrebs erkrankt. Sie engagierte sich in der Stiftung Eierstockkrebs und förderte Lebensmut und Lebenskraft spendende Kreativtherapien zur Unterstützung der Resilienz betroffener Patientinnen.

## Filmografie (Auswahl)
- 1992: Einsturzgefahr, Rolle: Zandy, Regie: Jens Müller
- 1992: Marual, Rolle: Laura, Regie: Mathias Fitz
- 1994: Experimentalfilm 5/6, Rolle: Die Frau, Regie: Armin Ketter
- 1997: Ohne Worte, Rolle: Galeristin, Regie: Stefan Butt
- 2000: Der Liquidator, Rolle: Doreen, Regie: Ralf Schuster
- 2004: Allein, Rolle: Mörderin, Regie: Martin Walz
- 2004: Mord am Kanal, Rolle: Mutter, Regie: Klaus Emmerich

## Theater (Auswahl)
- 1998–1999: Andorra, Autor: Max Frisch, Regie: Harald Siebler, Theater: Kulturbrauerei (Berlin), Rolle: Mutter
- 1998–1999: Das Muschelkind (Welturaufführung), Autor: Rudi Herfuhrtner, Regie: Christian Schidlowsky, Theater: Theater Mladih (Sarajevo / Bosnien), Rolle: Regieassistenz
- 1998–1999: Das tapfere Schneiderlein, Regie: Silvia Burza,  Theater: Burgtheater (Eisenach), Rolle: Musfrau / Kriegsminister
- 1998–1999: Fette Männer  im Rock, Autor: Nicky Silver, Regie: Oliver Nedelmann, Theater: Burgtheater (Eisenach), Rolle: Pam / Popo Martin
- 1998–1999: Sommernachtstraum, Autor: Shakespeare, Regie: H.-.Otto Reintsch, Theater: Burgtheater (Eisenach), Rolle: Hermia / Handwerker
- 1999: Im Weißen Rössl, Autor: Müller / Benatzky, Regie: Gerhart Printschitsch, Theater: (Cottbus), Rolle: Stubenmadl / Chor
- 1999: Jedermann, Autor: Hugo von Hofmannsthal, Regie: Gerhart Printschitsch, Theater: Theaternative C (Freilicht) (Cottbus), Rolle: Gast der Festgesellschaft
- 2000: Buscando Caminos, Regie: Philipp Harpain, Theater: Ensemble Folksdragee Theaterfestival 14. ENTEPOLA (Santiago de Chile), Rolle: Zlata
- 2000: Misery; Autor: Steven King, Regie: Volker Kühn, Theater: Theater: Freilichtspiele Oedekoven (Bonn), Rolle: Anny Wilkes
- 2000: Schnüffler, Sex und schöne Frauen, Autor: Tony Dunham, Regie: Volker Kühn, Theater: Freilichtspiele Oedekoven (Bonn), Rolle: Die schöne Frau
- 2001: Transferkehr, Autor: Nach Schipenko:Babki, Regie: Heinrich Kus, Theater: Poetisches Theater Theaterhaus (Leipzig), Rolle: Die osteuropäische Prostituierte
- 2001–2002: Echt brecht, Autor: Tony Dunham, Regie: Joe Knipp, Theater: Theater am Sachsenring (Köln), Rolle: Ruth Berlau Bronnen  u. a.
- 2001–2002: Hänsel und Gretel, Rolle: Mutter/Hexe[7], Autor: Rolf Wilken, Regie: Goswin Moniac, Theater: Landestheater Sachsen-Anhalt (Stendal)
- 2002–2003: Sekretärinnen, Autor: Franz Wittenbrink, Regie: Marion Kannen, Theater: Landestheater Sachsen-Anhalt (Stendal), Rolle: Marion
- 2003: Die Überraschung, Autor: Pierre Sauvil, Regie: Roland Heitz, Theater: Komödie (Kassel), Rolle: Catherine Chabrier
- 2004: Dumme Augustine, Autor: Ottfried Preussler, Regie: Kay Link. Rolle: Frau Zirkusdirektor
- 2004: Hamlet, Autor: William Shakespeare, Regie: Heinz Trixner, Theater: Kreuzgangspiele (Feuchtwangen), Rolle: Schauspielerin / Klageweib
- 2004: Hand in Hand (Musical), Autor: Michael Fajgel, M. Fajgel, Theater: Tic (Kassel), Rolle: Die Unvermittelbare
- 2005: Frau Schlampes abenteuerliche Slowenienreise (slowenisch-deutsches Programm), Autor: Nives Kramberger, Regie: Nives Kramberger, Theater: div. Gastspiele in Zusammenarbeit m. d. Slowenischen Botschaft (Berlin), Rolle: Frau Schlampe
- 2007: Gedankenverkehr, Autor: Ana Padovan, Regie: Jan Bosse, Theater: Neue Nationalgalerie (Berlin), Rolle: Europa in Gedichten